# ویمودرونه
ویمودرونه (به ایتالیایی: Vimodrone) یک کومونه در ایتالیا است که در استان میلان واقع شده‌است. ویمودرونه ۴٫۸ کیلومتر مربع مساحت و ۱۶٬۶۱۲ نفر جمعیت دارد و ۱۲۸ متر بالاتر از سطح دریا واقع شده‌است.

## خواهرخوانده
شهر Bella, Basilicata خواهرخواندهٔ ویمودرونه هست.
همچنین در 13 فوریه 2016 شهر قشم ایران نیز به عنوان خواهرخوانده این شهر به رسمیت شناخته شد.